# Stefán Sölvi Pétursson
Stefán Sölvi Pétursson (ur. 20 marca 1986) – islandzki trójboista siłowy, strongman i zawodnik Highland games.
Obecnie jeden z najlepszych islandzkich siłaczy. Mistrz Islandii Strongman w latach 2008 i 2009.

## Życiorys
Stefán Sölvi Pétursson rozpoczął sporty siłowe od trenowania trójboju siłowego. W 2006 r. zadebiutował jako siłacz.
Wziął udział czterokrotnie w indywidualnych Mistrzostwach Świata Strongman, w latach 2006 (IFSA), 2008, 2009 i 2010. W Mistrzostwach Świata IFSA Strongman 2006, Mistrzostwach Świata Strongman 2008 i Mistrzostwach Świata Strongman 2009 nie zakwalifikował się do finałów. W Drużynowych Mistrzostwach Świata Strongman 2008 również nie zakwalifikował się do finału.
Mieszka w Reykjavíku.
Wymiary:
- wzrost 194 cm
- waga 150 kg
- biceps 56 cm
- klatka piersiowa ? cm

Rekordy życiowe:
- przysiad 330 kg
- wyciskanie 215 kg
- martwy ciąg 370 kg

## Osiągnięcia strongman
- 2006

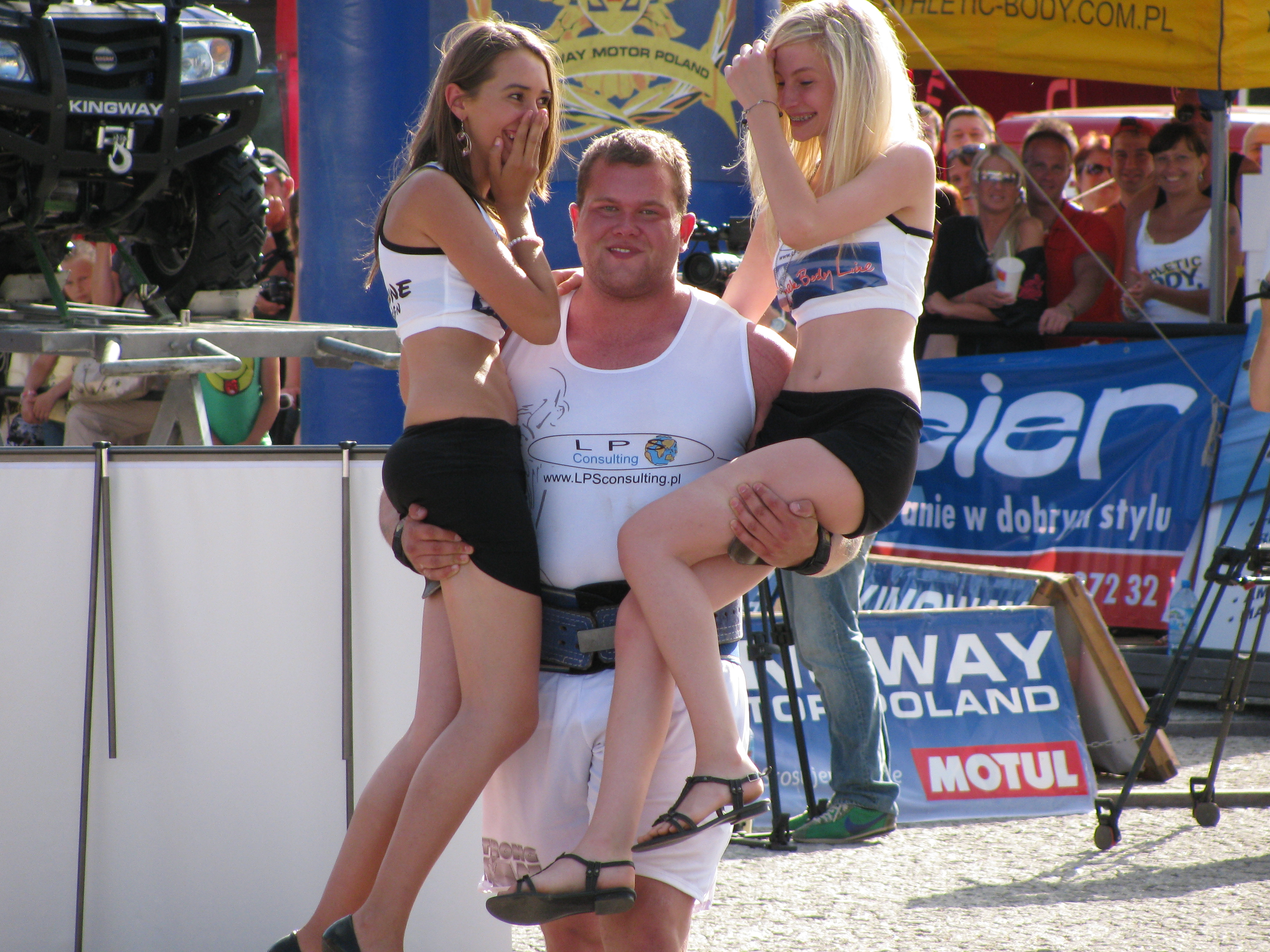
Stefán Sölvi Pétursson, 2009

  - 2. miejsce - Mistrzostwa Islandii Strongman
- 2007
  - 7. miejsce - Mistrzostwa Islandii Strongman (kontuzjowany)
- 2008
  - 1. miejsce - Mistrzostwa Islandii Strongman
  - 5. miejsce - Liga Mistrzów Strongman 2008: Subotica
  - 8. miejsce - Fortissimus, Kanada
- 2009
  - 1. miejsce - Mistrzostwa Islandii Strongman
  - 4. miejsce - Giganci Na Żywo 2009: Stavanger
  - 3. miejsce - Giganci Na Żywo 2009: Malbork
  - 9. miejsce - Super Seria 2009: Venice Beach
- 2010
  - 4. miejsce - Giganci Na Żywo 2010: Johannesburg
  - 4. miejsce - Mistrzostwa Świata Strongman 2010, RPA